# セリエA (野球)
セリエA（セリエ・アー, Serie A）は、1948年に設立されたイタリアおよびサンマリノの野球トップリーグである。イタリア野球ソフトボール連盟（FIBS）により運営され、31チームが参加している。下部リーグにセリエB、セリエCがあり、リーグ間で昇降格制度が設けられている。

## 概要
2010年から2017年にかけては、メジャーリーグベースボール（MLB）の資金提供を受けて新たに発足したイタリアンベースボールリーグ（IBL）が最高峰のプロ野球リーグに位置づけられたことにより、2部相当のリーグとして運営されていた。2018年以降は、IBLの廃止によって再び国内トップリーグとなった。2021年以降は、1991年から導入された2部制（セリエA1、セリエA2）を廃したことで再びセリエAと呼ばれるようになっている。2部制の廃止に伴って参加チーム数が増加し、2021年シーズンは32チーム、2022年シーズンから2024年シーズンは30チーム、2025年シーズンは31チームが参加しているが、グループやプレーオフの構成には毎年変更が加えられている。
ヨーロッパにおいてはオランダのホーフトクラッセと並んで最もレベルの高い野球リーグであり、2023年までは優勝チームが欧州チャンピオンズカップの出場権を得ていた。2024年以降は、WBSCが計画中のベースボール・チャンピオンズリーグへの参画を予定しているもののヨーロッパ大会の開催が実現しておらず、大会方式が変更された欧州チャンピオンズカップへの参加も見送っているため、クラブチームの国際大会への出場機会が存在していない。

## 歴史
イタリアで行われた最初の野球の試合は1884年1月、トスカーナ州の港町リヴォルノに停泊していた米国海軍の2隻の軍艦の水兵たちによるものだったと伝えられている。その後、1889年にはアルバート・スポルディングが主催した「ワールドツアー」の一環として、スポルディングが会長を務めていたシカゴ・ホワイトストッキングスと他球団の選手の混合チームであるオール・アメリカとの間での試合がナポリで開催されたが、これらはいずれもイタリア人によってプレーされた試合ではなかった。以降、MLBの選手たちによる試合は何度か実施されたものの、本格的な普及には至らなかった。
1919年、トリノ出身で米国在住だったマックス・オットは、帰郷にあたってイタリアで野球を広めようと考えていた。オットは、同じく米国での居住経験があった大学教授グイド・グラツィアーニと協力して2チームを編成し、1920年にはローマで試合を行った。これを機に大学を中心として野球への関心が高まり、1931年には40人の学生がルールを学ぶために渡米している。しかし、1935年にムッソリーニ政権が国民に対してスポーツまたは軍事教練を義務づけた際に野球が実施リストに含まれなかったことにより、イタリアにおける野球は再び下火になってしまった。
戦後、米国に移住していたオットは再びイタリアへ帰国し、1948年3月12日にレーガ・イタリアーナ・ベースボールを創設。ミラノを本拠地とする5チームと、ボローニャを本拠地とする1チームが参加した。6月27日にはミラノを本拠地とするヤンキースとリベルタス・ボローニャとの間で初の公式戦が実施され、ミラノのスタディオ・コムナーレ・ジュリアーティで開催された試合には2,000人を超える観客が集まり商業的にも成功を収めた。イタリアにおける野球リーグの歴史的な最初のシーズンは、ボローニャが優勝を果たした。翌1949年には、グラツィアーニが設立した別のリーグ「フェデラツィオーネ」と合併し、ローマ、フィレンツェ、モデナなどの都市を本拠地とするチームも加わった。そして1950年には現在のFIBSの前身となる統括組織が発足し、イタリア野球発展の道筋が整えられた。
1950年代から1960年代前半にかけては8〜12チームが参加し、18週にわたって週1試合を実施する形式でリーグ戦が行われた。1970年代までには各チームが年間30試合ほどを、そして1980年代には各チームが週3試合を実施し年間50〜60試合を戦うようになった。1963年にヨーロッパ各国リーグの優勝チームによって競われるヨーロピアンカップが開始されると、1969年から1999年までの31年間に25回優勝するなど、セリエAのクラブチームは圧倒的な成績を残した。中でも、パルマ・ベースボールクラブは歴代最多となる15回の優勝を誇っている。
1960年代以降は強豪国である米国やキューバなどから指導者や選手などの人材を招聘することで、国際試合などにおいてヨーロッパ野球界をリードする存在になったが、国際野球連盟（IBAF）によって1997年から国際試合へのプロ選手の参加が認められるようになると状況は一変。他国と比べて実力的に劣るようになり、ヨーロッパではMLB等へ積極的に選手を送り込んでいたオランダの後塵を拝するような状態になってしまった。また、国際ルールが変更され、金属バット使用から木製バット使用に変更された際に若年層の適応が遅れたことも、弱体化を招いてしまった要因と言われている。2003年の第35回IBAFワールドカップには平均年齢24.8歳という若年層主体で挑んだが、欧州予選リーグで全7か国中6位という結果に終わった。こうした状況を踏まえ、セリエAの各チームが外国人選手の積極的な獲得に乗り出すようになり日本人選手の獲得も相次いだほか、2004年のアテネ五輪において長嶋茂雄監督率いる野球日本代表がイタリアをキャンプ地とした際には、セリエA選抜チームとの練習試合を行っている。
さらなる強化を模索していたイタリア球界にとっての転機は、2006年に創設されたワールド・ベースボール・クラシック（WBC）であった。マイク・ピアッツァらMLB所属のイタリア系アメリカ人選手がイタリア代表チームに名を連ねたことを契機に、MLBとの連携が強化されたのである。2007年には、FIBSがMLBの支援のもとで国内リーグのプロ化・フランチャイズ化を目指す方針を示し、セリエAはイタリアンベースボールリーグと名称を改められた。プロリーグ化は、実際には2010年シーズンから実施され、8チームが新たに発足したイタリアンベースボールリーグ（IBL）へ移行したことにより、セリエAはアマチュアリーグの最上位カテゴリとして存続するIBLの下部組織となった。このような強化の取り組みによってイタリア野球は確実に力をつけ、2010年の第17回IBAFインターコンチネンタルカップでは、二軍選手主体とはいえオールプロで挑んだ日本に3-0で完封勝ちをするなど、IBAFが主催する年齢制限のない国際大会においては過去最高となる3位に入った。
プロ化を目指し試合数の増加や全選手への報酬の支給、入場料の徴収の義務化といった厳しい規定を設けたIBLだったが、資金面の問題からリーグを脱退する球団が相次ぎ、セミプロリーグだった旧セリエAとほとんど変わらない実態となっていた。2017年、ついにFIBSは国内リーグの最上位カテゴリをセリエA1に戻すことを決定した。旧名称に戻って最初のシーズンとなった2018年は8チームが参加し、ウニポルサイ・ボローニャがパルマクリマを下して優勝を果たした。2019年も8チームが参加予定であったがリミニ・ベースボールクラブが参加を取りやめたため7チームで実施され、2020年は10チームに拡大予定であったが、新型コロナウイルス感染症の流行に伴う日程変更の影響もあって4チームが出場を取りやめたことから6チームで実施された。
2021年1月、FIBSは1991年から導入されていたセリエAの2部制を廃止し、32チームが4チームずつ8組に分かれて戦う新たなフォーマットの導入を発表した。2022年は、参加予定だった2チームが辞退したことで30チームによるリーグ戦が実施された。2023年も同様に30チームが参加したが、1次フェーズのグループ数が4から5に変更された。2024年からは前年の上位チームが1つのグループに固められ、上位グループの全チームとその他のグループの上位チームがプレーオフに進出する方式となった。2026年からはゴールド・シルバーの区分が設けられ、2部制が復活する予定である。

## 試合方式
2025年のセリエAには31チームが出場する。前年の上位チームからなるグループAは8チームで構成され、全てのチームが自動的にプレーオフへの出場権を得ている。グループBからグループEまでは5〜6チームで構成され、各組上位2チームがプレーオフに進出する。ラウンド16は3試合制（2戦先取）、準々決勝・準決勝・決勝（イタリアンベースボールシリーズ）は5試合制（3戦先取）で行われ、優勝チームが決定する。ラウンド16で敗退した8チームは、2026年セリエAゴールドの予選に出場する。この予選での各グループの上位チームはセリエAゴールドに、下位チームはセリエAシルバーに参加する。一方、プレーオフに進出できなかったチームは救済プールに出場し、下位チームは降格プレーオフに回る。

## 参加チーム
2025年シーズンの参加チームは以下の通りである。
| 組 | チーム                                                                                     | 創設年 | 本拠地                                                        | 備考 |
| -- | ------------------------------------------------------------------------------------------ | ------ | ------------------------------------------------------------- | ---- |
| A  | BBCグロッセート BBC Grosseto (BBC)                                                         | 2019   | トスカーナ州 グロッセート                                     |      |
| A  | ウニポル・フォルティトゥード・ボローニャ Unipol Fortitudo Bologna (BOL)                    | 1953   | エミリア＝ロマーニャ州 ボローニャ                             |      |
| A  | ビッグマット BSCグロッセート Big Mat BSC Grosseto (GRO)                                    | 2012   | トスカーナ州 グロッセート                                     |      |
| A  | ホットサンド・マチェラータ Hotsand Macerata (MAC)                                          | 1954   | マルケ州 マチェラータ                                         |      |
| A  | ネットゥーノ1945 Nettuno 1945 (NET)                                                        | 1945   | ラツィオ州 ネットゥーノ                                       |      |
| A  | 1949パルマ・ベースボールクラブ 1949 Parma Baseball Club (PAR)                              | 1949   | エミリア＝ロマーニャ州 パルマ                                 |      |
| A  | パルフィンガー・レッジョ・エミリア Palfinger Reggio Emilia (REG)                           | 1972   | エミリア＝ロマーニャ州 レッジョ・エミリア                     |      |
| A  | サンマリノ・ベースボール San Marino Baseball (RSM)                                         | 1985   | サンマリノ                                                    |      |
| B  | イレン・アヴィリアーナ・リベルズ・レアレ・ムトゥア Iren Avigliana Rebels Reale Mutua (AVI) | 2014   | ピエモンテ州 アヴィリアーナ                                   | 昇格 |
| B  | カリャリ Cagliari (CAG)                                                                    | 1968   | サルデーニャ カリャリ                                         |      |
| B  | ASDコドーニョ・ベースボール '67 ASD Codogno Baseball ’67 (COD)                             | 1967   | ロンバルディア州 コドーニョ                                   |      |
| B  | ミラノ1946 Milano 1946 (MIL)                                                               | 1946   | ロンバルディア州 ミラノ                                       |      |
| B  | セナーゴ・ベースボール Senago Baseball (SEN)                                               | 1973   | ロンバルディア州 セナーゴ                                     |      |
| B  | セッティモ Settimo (SET)                                                                   | 1974   | ピエモンテ州 セッティモ・トリネーゼ                           |      |
| C  | IS COPY ジュニアアルピナ・ベースボール・ソフトボール IS COPY Junior Alpina Bas Soft (ALP)  | 1950   | フリウリ＝ヴェネツィア・ジュリア州 オピチーナ                 | 昇格 |
| C  | アルファシステミ・ブットリオ ALFA SISTEMI Buttrio (BUT)                                    | 1994   | フリウリ＝ヴェネツィア・ジュリア州 ブットリオ                 | 昇格 |
| C  | パドヴァBSC Padova BSC (PAD)                                                               | 1975   | ヴェネト州 パドヴァ                                           |      |
| C  | ジェレオン・エンジニアリング NBPロンキ GEREON Engineering NBP Ronchi (RON)                 | 1959   | フリウリ＝ヴェネツィア・ジュリア州 ロンキ・デイ・レジョナーリ |      |
| C  | イタス・ムトゥア・ロヴィーゴ Itas Mutua Rovigo (ROV)                                       | 1972   | ヴェネト州 ロヴィーゴ                                         |      |
| C  | テクノヴァップ・ヴェローナ Tecnovap Verona (VER)                                           | 1949   | ヴェネト州 ヴェローナ                                         |      |
| D  | カメック・コッレッキオ Camec Collecchio (COL)                                              | 1973   | エミリア＝ロマーニャ州 コッレッキオ                           |      |
| D  | ファルマ・クロチェッタ Farma Crocetta (CRO)                                                | 1973   | エミリア＝ロマーニャ州 パルマ                                 |      |
| D  | チェンメ SRLオルトレトッレンテ Ciemme SRL Oltretorrente (OLT)                              | 1984   | エミリア＝ロマーニャ州 パルマ                                 |      |
| D  | プラットフォーム-TMC ポヴィーリオ Platform-TMC Poviglio (POV)                              | 1975   | エミリア＝ロマーニャ州 ポヴィーリオ                           |      |
| D  | シシリー・レッドソックス A.S.D. SICILY RED SOX A.S.D. (RES)                                | 2008   | シチリア ベルパッソ                                           | 昇格 |
| E  | アスレチックス・ボローニャ Athletics Bologna (ATL)                                         | 1984   | エミリア＝ロマーニャ州 ボローニャ                             |      |
| E  | ルピ・アウト・フィオレンティーナ Lupi Auto Fiorentina (FIO)                                | 1947   | トスカーナ州 フィレンツェ                                     |      |
| E  | ゴード・ベースボール Godo Baseball (GOD)                                                   | 1964   | エミリア＝ロマーニャ州 ルッシ                                 |      |
| E  | モデナ Modena (MOD)                                                                        | 1966   | エミリア＝ロマーニャ州 モデナ                                 |      |
| E  | CSARIMINI.COM トッレ・ペドレラ・ファルコンズ CSARIMINI.COM Torre Pedrera Falcons (RFA)     | 1977   | エミリア＝ロマーニャ州 リミニ                                 | 昇格 |
| E  | ニュー・リミニ New Rimini (RIM)                                                            | 2021   | エミリア＝ロマーニャ州 リミニ                                 |      |

## 年度別成績
| 回                                       | 年      | 球団数  | 優勝チーム                                   | 優勝回数       | 勝      | 敗      | 準優勝チーム                                 |
| セリエA                                  | セリエA | セリエA | セリエA                                      | セリエA        | セリエA | セリエA | セリエA                                      |
| ---------------------------------------- | ------- | ------- | -------------------------------------------- | -------------- | ------- | ------- | -------------------------------------------- |
| 77                                       | 2024    | 30      | パルマクリマ                                 | 14年ぶり11回目 | 4       | 1       | サンマリノ・ベースボール                     |
| 76                                       | 2023    | 30      | ウニポルサイ・フォルティトゥード・ボローニャ | 3年ぶり14回目  | 4       | 0       | サンマリノ・ベースボール                     |
| 75                                       | 2022    | 30      | サンマリノ・ベースボール                     | 2年連続6回目   | 4       | 3       | パルマクリマ                                 |
| 74                                       | 2021    | 32      | サンマリノ・ベースボール                     | 8年ぶり5回目   | 3       | 1       | ウニポルサイ・フォルティトゥード・ボローニャ |
| セリエA1                                 |         |         |                                              |                |         |         |                                              |
| 73                                       | 2020    | 6       | ウニポルサイ・フォルティトゥード・ボローニャ | 3年連続13回目  | 4       | 3       | T&Aサンマリノ                                |
| 72                                       | 2019    | 7       | ウニポルサイ・フォルティトゥード・ボローニャ | 2年連続12回目  | 3       | 0       | T&Aサンマリノ                                |
| 71                                       | 2018    | 8       | ウニポルサイ・フォルティトゥード・ボローニャ | 2年ぶり11回目  | 3       | 1       | 1949パルマ・ベースボールクラブA.S.D          |
| イタリアンベースボールリーグ             |         |         |                                              |                |         |         |                                              |
| 70                                       | 2017    | 8       | A.S.Dリミニ・ベースボール                    | 2年ぶり13回目  | 3       | 0       | T&Aサンマリノ                                |
| 69                                       | 2016    | 7       | ウニポルサイ・フォルティトゥード・ボローニャ | 2年ぶり10回目  | 4       | 2       | A.S.Dリミニ・ベースボール                    |
| 68                                       | 2015    | 8       | A.S.Dリミニ・ベースボール                    | 9年ぶり12回目  | 4       | 0       | ウニポルサイ・フォルティトゥード・ボローニャ |
| 67                                       | 2014    | 8       | ウニポルサイ・フォルティトゥード・ボローニャ | 5年ぶり9回目   | 4       | 3       | A.S.Dリミニ・ベースボール                    |
| 66                                       | 2013    | 10      | T&Aサンマリノ                                | 3年連続4回目   | 3       | 2       | A.S.Dリミニ・ベースボール                    |
| 65                                       | 2012    | 8       | T&Aサンマリノ                                | 2年連続3回目   | 4       | 2       | A.S.Dリミニ・ベースボール                    |
| 64                                       | 2011    | 8       | T&Aサンマリノ                                | 3年ぶり2回目   | 4       | 3       | ダネーシカフェ・ネットゥーノ                 |
| 63                                       | 2010    | 8       | カリパルマ・パルマ                           | 13年ぶり10回目 | 4       | 3       | UGF ASS.NI ボローニャ                        |
| イタリアンベースボールリーグ（セミプロ） |         |         |                                              |                |         |         |                                              |
| 62                                       | 2009    | 8       | フォルティトゥード・ボローニャ               | 4年ぶり8回目   | 4       | 1       | T&Aサンマリノ                                |
| 61                                       | 2008    | 8       | T&Aサンマリノ                                | 初優勝         | 4       | 3       | カフェダネーシ・ネットゥーノ                 |
| 60                                       | 2007    | 8       | モンテパスキ・グロッセート                   | 3年ぶり4回目   | 4       | 3       | カフェダネーシ・ネットゥーノ                 |
| セリエA1                                 |         |         |                                              |                |         |         |                                              |
| 59                                       | 2006    | 9       | テレマーケット・リミニ                       | 4年ぶり11回目  | 4       | 1       | コロニエ・マレンマ・グロッセート             |
| 58                                       | 2005    | 10      | イタレリ・フォルティトゥード・ボローニャ     | 2年ぶり7回目   | 4       | 3       | T&Aサンマリノ                                |
| 57                                       | 2004    | 10      | プリンク・グロッセート                       | 15年ぶり3回目  | 4       | 3       | イタレリ・フォルティトゥード・ボローニャ     |
| 56                                       | 2003    | 10      | イタレリ・フォルティトゥード・ボローニャ     | 19年ぶり6回目  | 4       | 1       | G.B. リカンビ・モデナ                        |
| 55                                       | 2002    | 10      | セメンツァート・リミニ                       | 2年ぶり10回目  | 4       | 1       | カフェダネーシ・ネットゥーノ                 |
| 54                                       | 2001    | 10      | カフェダネーシ・ネットゥーノ                 | 3年ぶり17回目  | 4       | 2       | セメンツァート・リミニ                       |
| 53                                       | 2000    | 9       | セメンツァート・リミニ                       | 2年連続9回目   | 4       | 0       | カフェダネーシ・ネットゥーノ                 |
| 52                                       | 1999    | 9       | セメンツァート・リミニ                       | 7年ぶり8回目   | 4       | 3       | カフェダネーシ・ネットゥーノ                 |
| 51                                       | 1998    | 10      | カフェダネーシ・ネットゥーノ                 | 2年ぶり16回目  | 4       | 1       | セメンツァート・リミニ                       |
| 50                                       | 1997    | 10      | カリパルマ・パルマ                           | 2年ぶり9回目   | 4       | 3       | カフェダネーシ・ネットゥーノ                 |
| 49                                       | 1996    | 10      | カフェダネーシ・ネットゥーノ                 | 3年ぶり15回目  | 4       | 2       | カリパルマ・パルマ                           |
| 48                                       | 1995    | 10      | カリパルマ・エンジェルス・パルマ             | 2年連続8回目   | 4       | 1       | カフェダネーシ・ネットゥーノ                 |
| 47                                       | 1994    | 9       | カリパルマ・エンジェルス・パルマ             | 3年ぶり7回目   | 4       | 1       | C.F.C. ネットゥーノ                          |
| 46                                       | 1993    | 10      | C.F.C. ネットゥーノ                          | 3年ぶり14回目  | 3       | 2       | テレマーケット・リミニ                       |
| 45                                       | 1992    | 10      | テレマーケット・リミニ                       | 4年ぶり7回目   | 3       | 0       | ユーロビルディング・ボローニャ               |
| 44                                       | 1991    | 10      | パルマ・エンジェルス                         | 6年ぶり6回目   | 3       | 0       | フラワーグラブス・ヴェローナ                 |

## 統計

### チーム別優勝回数
| チーム                           | 本拠地       | 優勝 | 初優勝 | 最新年 |
| -------------------------------- | ------------ | ---- | ------ | ------ |
| ネットゥーノ・ベースボールクラブ | ネットゥーノ | 17   | 1951   | 2001   |
| フォルティトゥード・ボローニャ   | ボローニャ   | 14   | 1969   | 2023   |
| リミニ・ベースボール             | リミニ       | 13   | 1975   | 2017   |
| 1949パルマ・ベースボールクラブ   | パルマ       | 11   | 1976   | 2024   |
| ミラノ・ベースボール1946         | ミラノ       | 8    | 1958   | 1970   |
| サンマリノ・ベースボール         | サンマリノ   | 6    | 2008   | 2022   |
| BBCグロッセート                  | グロッセート | 4    | 1986   | 2007   |
| ローマ・ベースボール             | ローマ       | 2    | 1950   | 1959   |
| S.S. ラツィオ・ベースボール      | ローマ       | 2    | 1949   | 1955   |
| リベルタス・ボローニャ           | ボローニャ   | 1    | 1948   | 1948   |
| フィオレンティーナ・ベースボール | フィレンツェ | 1    | 1949   | 1949   |

太字は2024年シーズンにおいてセリエAに所属するチーム。優勝回数は、1948年〜1949年のレーガ・イタリアーナ・ベースボール、1949年〜1990年および2021年以降のセリエA、1958年のゴールデン・トーナメント、1991年〜2006年および2018年〜2020年のセリエA1、2007年〜2017年のイタリアンベースボールリーグ（IBL）を対象として集計されている。

## 選手

### 日本人の在籍選手
- 脇田善旨 2001年 - ボローニャ（セリエA1）
- 品田操士 2002年 - ボローニャ（セリエA1）
- 小野剛 2003年 - サンマリノ（セリエA1）
- 前田勝宏 2003年 - ボローニャ（セリエA1）
- 浦口雅広 2004-5年 - レッジョエミリア（セリエA2-A1）
- 寺田祐也 2005年  フィオレンティーナ（セリエA2）
- 湊川誠隆 2005-6年 - レッジョエミリア（セリエA1-A2）
- 八木虎造 2005-6年 - パレルモ（セリエC。日本でのプロ経験なし。2007年はリトアニアのカウナス･リトアニカでプレーしチームをシーズン3冠に導く。本職はプロカメラマン）
- G.G.佐藤 2012年 - ボローニャ（セリエA1）
- 濱矢廣大 2022年 - ネットゥーノ（セリエA）